# Zakkari Dempster
Pour les articles homonymes, voir Dempster.
Zakkari Dempster, né le 27 septembre 1987 à Castlemaine, est un coureur cycliste et directeur sportif australien.

## Biographie
En janvier 2013, il est sélectionné au sein de l'équipe nationale australienne pour participer au Tour Down Under.
Le 20 aout 2019, il termine seizième du Grand Prix de la ville de Zottegem puis remporte la Veenendaal-Veenendaal Classic le lendemain.

## Palmarès sur piste

### Championnats du monde juniors
- Vienne 2005
  -  Médaillé de bronze de la poursuite par équipes

### Championnats d'Océanie
- Adélaïde 2008
  -  Champion d'Océanie de poursuite par équipes (avec Jack Bobridge, Rohan Dennis et Mark Jamieson)

### Jeux d'Océanie
- 2005
  -  Médaillé de bronze de la course aux points
- Melbourne 2006
  -  Médaillé d'or de la poursuite par équipes (avec Phillip Thuaux, Hayden Josefski et Stephen Rossendell)
  -  Médaillé d'argent de la course aux points
  -  Médaillé d'argent du scratch

### Championnats d'Australie
- 2005
  -  Champion d'Australie de poursuite juniors
  -  Champion d'Australie de la course aux points juniors
  - 2e de la poursuite par équipes juniors
  - 2e de l'américaine juniors
- 2006
  - 2e de la poursuite par équipes
- 2007
  -  Champion d'Australie de poursuite par équipes (avec Richard England, Sean Finning et Michael Ford)
  -  Champion d'Australie de scratch espoirs
  - 2e de la poursuite
  - 3e de la course aux points
- 2008
  - 3e de la poursuite

### Jeux de la Jeunesse du Commonwealth
- Bendigo 2004
  -  Médaillé d'or du scratch
  -  Médaillé d'or de la poursuite
  -  Médaillé d'argent de la course aux points

## Palmarès sur route

### Par années
| - 2005 - 4e étape du Tour des Grampians Sud - 2006 - 1re étape de l'Australian Cycling Grand Prix - 2007 - Champion d'Australie du contre-la-montre espoirs - 1re étape du Tour du Japon - Tour du Gippsland : - Classement général - 5e étape - 2008 - 1re étape du Tour du Japon - Melbourne to Warrnambool Classic - Scott People's Memorial | - 2011 - East Midlands International Cicle Classic - The Tour Doon Hame - 1re étape de la Ronde de l'Oise - 2012 - 2e étape du Czech Cycling Tour - 3e du SEB Tartu GP - 2014 - 1re étape de la Mitchelton Bay Classic - 2e de la Mitchelton Bay Classic - 2017 - 7e de la RideLondon-Surrey Classic - 2019 - Veenendaal-Veenendaal Classic |  |

### Résultats sur les grands tours

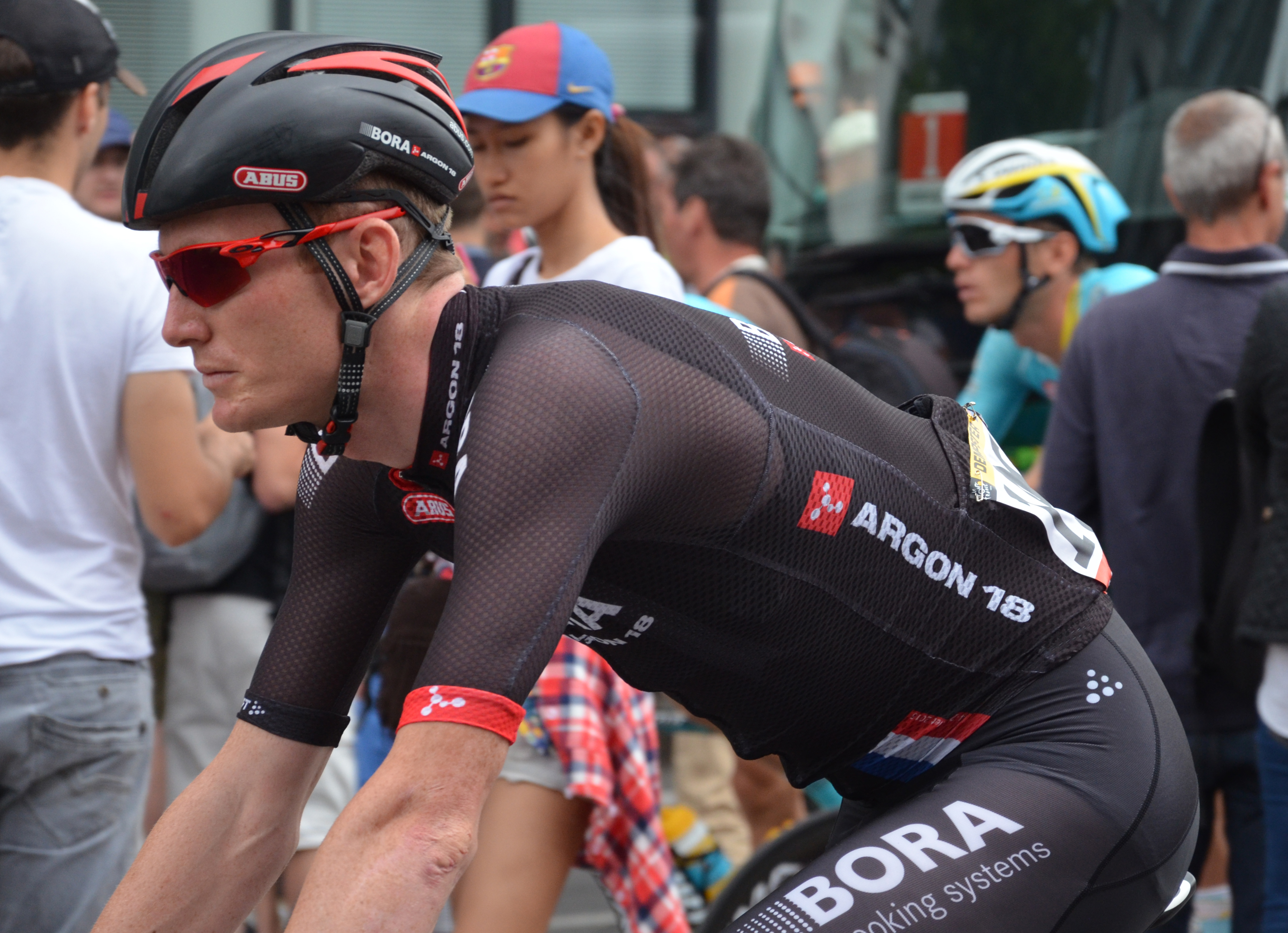
Dempster durant le Tour de France 2015.

#### Tour de France
2 participations
- 2014 : 151e
- 2015 : abandon (12e étape)

#### Tour d'Italie
1 participation
- 2018 : 126e

#### Tour d'Espagne
1 participation
- 2013 : 133e

### Classements mondiaux
| Année            | 2006 | 2007 | 2008 | 2009  | 2010 | 2011 | 2012 | 2013 | 2014 |
| ---------------- | ---- | ---- | ---- | ----- | ---- | ---- | ---- | ---- | ---- |
| UCI America Tour |      |      |      |       |      |      |      |      | 252e |
| UCI Asia Tour    |      | 259e | 102e | 121e  | 228e |      |      |      | 427e |
| UCI Europe Tour  |      | 958e |      | 1201e |      | 218e | 284e | 553e |      |
| UCI Oceania Tour | 64e  | 63e  |      |       |      |      |      | 24e  | 49e  |